# Metropolia Kansas City
Metropolia Kansas City – metropolia Kościoła rzymskokatolickiego obejmująca w całości stan Kansas w Stanach Zjednoczonych.
Katedrą metropolitarną jest katedra św. Piotra w Kansas City.

## Podział administracyjny
Metropolia jest częścią regionu IX (IA, KS, MO, NE)
- Archidiecezja Kansas City w Kansas
- Diecezja Dodge City
- Diecezja Salina
- Diecezja Wichita

## Metropolici
- Edward Joseph Hunkeler (1952–1969)
- Ignatius Jerome Strecker (1969–1993)
- James Keleher (1993–2005)
- Joseph Naumann (2005–2025)
- Shawn McKnight (od 2025)